# Flywheel, Shyster, and Flywheel

Flywheel, Shyster, and Flywheel est un feuilleton radiophonique comique de 26 épisodes écrit par Nat Perrin et Arthur Sheekman et mettant en scène les deux Marx Brothers Groucho et Chico. Diffusé aux États-Unis sur la station Blue Network de la National Broadcasting Company du 28 novembre 1932 au 22 mai 1933, le programme faisait partie de Five-Star Theater, une émission hebdomadaire diffusée chaque lundi soir à partir de 19h30.

## Épisodes
Flywheel, Shyster, and Flywheel était diffusé chaque lundi soir, à 19h30, sur les 13 réseaux de diffusions affiliés à NBC Blue Network, soit dans neuf États de l'Est et du Sud. Un total de 26 épisodes ont été réalisés, et ont été diffusés du 28 novembre 1932 au 22 mai 1933. Chaque épisode était annoncé par le présentateur de la radio, et comportait 15 minutes de spectacle pour un total de 10 minutes de musique ponctuant chaque scène. Chaque épisode se terminait par une annonce publicitaire de 60 secondes pour les marques Esso et Essolube, dont le texte était récité par Groucho et Chico.

## Sources
- (en) Cet article est partiellement ou en totalité issu de l’article de Wikipédia en anglais intitulé « Flywheel, Shyster, and Flywheel » (voir la liste des auteurs).

Bibliographie
- (en) Barson Michael, Flywheel, Shyster, and Flywheel : The Marx Brothers' Lost Radio Show, Pantheon Books, 22 octobre 1988, 1re éd., 330 p. (ISBN 978-0-679-72036-2)